# Palazzo Guglielmi Gori
Palazzo Guglielmo Gori, conhecido também como Palazzo Ruffi, é um palácio eclético localizado na esquina da Piazza dei Santi Apostoli com a Via Cesare Battisti, no rione Trevi de Roma. 

## História
O palácio foi originalmente construído no século XVI para a família Cybo e passou depois para os Altemps, Isimbardi, à Santa Casa di Loreto e finalmente aos Ruffo, que, como recorda uma placa na escadaria monumental, ali receberam o imperador José II da Áustria. Nesta época, em meados do século XVIII, o cardeal Tommaso Ruffo (m. 1753) encomendou uma reestruturação do palácio ao arquiteto Giovanni Battista Contini. Em 1873, os Ruffo encomendaram uma nova reforma completa do palácio ao famoso arquiteto Gaetano Koch, responsável por eliminar completamente o aspecto renascentista do edifício em favor de um estilo mais eclético típico do final do século XIX. 
Em 1892, o nobre Achille Gori Mazzoleni adquiriu o palácio dos herdeiros de Ruffo e, apenas oito anos depois, em 1900, o edifício passou para os Guglielmi de Vulci através do casamento de Enrica Mazzoleni com Giulio Guglielmi di Vulci.
Em 2002, o edifício foi novamente restaurado, desta vez pela arquiteta Augusta Desideria Pozzi.